# Bud Moodler
Marion Eugene Moodler, detto Bud (Montgomery, 21 settembre 1912 – Craig, 7 agosto 1977), è stato un cestista statunitense, professionista nella NBL.

## Carriera
Giocò per due stagioni nella NBL, disputando complessivamente 18 partite con 2,1 punti di media.